# 초근대주의 (예술)
초근대주의 또는 하이퍼모더니즘은 사물의 형태(속성)가 그 기능과 구별되는 맥락을 갖지 않는 모더니즘과 포스트모더니즘의 문화적, 예술적, 문학적, 건축학적 계승자이다. 속성에는 모양, 색상, 비율, 심지어 시간까지 포함될 수 있다. 포스트모더니즘 및 모더니즘과 달리 하이퍼모더니즘은 내결함성 기술 변화 시대에 존재하며 외부 속성(가장 눈에 띄는 물리적 형태)을 기능과 일치하지 않는 것으로 취급한다. 모더니즘과 포스트모더니즘이 "상자" 또는 절대 기준점의 가치에 대해 논쟁하는 반면, 하이퍼모더니즘은 상자의 속성(이제 기준점은 정확하거나 잘못된 값이 아닌 외부 값임)을 즉흥적으로 만드는 데 중점을 둔다. 관계 없거나 관련 없는 속성도 삭제한다. 하이퍼모더니즘은 모더니즘/포스트모더니즘에 따른 진실 또는 거짓에 대한 논쟁이 아니다. 오히려 그것은 외부 속성이 무엇인지, 아닌지에 대한 논쟁이다. 이전에 충돌했던 객체(현재 속성)와 무정형의 자기 정체성 사이의 동시성은 마법적 존재에 대한 암시와 결합되어 움직임을 인정한다. 일부 이론가들은 하이퍼모더니즘을 전통적인 모더니즘에 대한 저항의 한 형태로 본다. 다른 것들은 그것을 대체한다.